# Энн (персонаж картин Лаури)
Энн (англ. Ann) — персонаж картин британского художника Лоуренса Стивена Лаури. Искусствоведы считают, что в этих полотнах художник отклоняется от привычного для себя «Лаури-стиля» с большими городскими пространствами и людьми-спичками.
На картинах, эскизах и рисунках, созданных на протяжении значительной части жизни Лаури, изображён таинственный персонаж «Энн». Несмотря на многочисленные исследования жизни и творчества художника, никто из биографов Лаури до настоящего времени не смог подтвердить реальность существования Энн и отождествить её с конкретной девушкой из его окружения. Энн, по мнению некоторых историков искусства, на самом деле никогда не существовала. Предполагается, что она могла быть вымышленным персонажем, возникшим в сознании художника в результате дружбы Лаури с девушками, которые были чаще всего значительно младше, чем он сам. Вместе с тем, современники Лаури утверждали, что в процессе общения с художником у них не возникало сомнений в реальности Энн.

## Работы художника, на которых присутствует Энн

Лоуренс Стивен Лаури. Портрет Энн Х., 1952

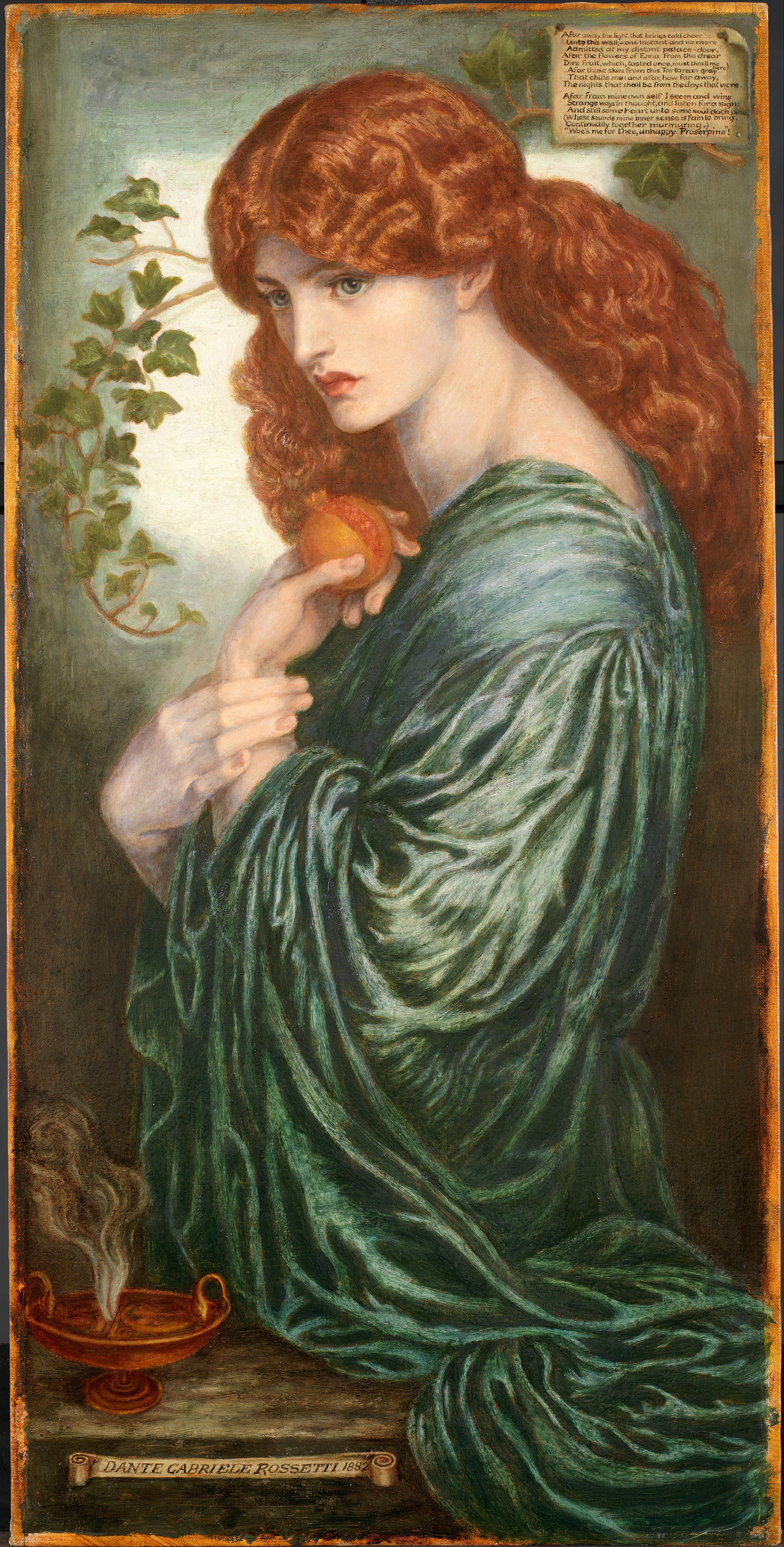
Данте Габриэль Россетти. Прозерпина, 1882 (версия из музея Бирмингема)

Лоуренс Стивен Лаури. Мать и дитя, 1956—1957

- «Портрет Энн» («Портрет Энн в красном свитере», без даты), масло, дерево, 35,5 x 25 или 34,5 x 24 сантиметров (по разным данным), Центр Лаури в Солфорде, CAL052[3].
- «Энн» (без даты), масло, дерево, 47,5 x 34,2 сантиметров, Центр Лаури, № CAL064[4].
- «Портрет Энн Х.» (1952), карандаш, бумага, 38 x 27 сантиметров. Майкл Ховард сопоставляет этот рисунок с работой Данте Габриэля Россетти «Прозерпина» (1877, масло, холст). С самого раннего возраста Лаури был очарован этой поздней работой Россетти и смог приобрести её версию в ноябре 1964 года за 5 000 гиней[5][6]. Именно эта картина Россетти из собрания Лаури стала в 1987 году первой картиной викторианской эпохи, проданной более чем за 1 000 000 фунтов стерлингов на аукционе Christie's[7]. Рисунок находился среди других дорогих художнику изображений на стене дома Лаури[8].
- «Портрет Энн» (1954, англ. «Ann with Plait and Black Jumper»), холст, масло, 36 x 26,5, Центр Лаури, № CAL054[9].
- «Мать и дитя» 1956—1957, масло, холст, 61 на 51 сантиметр, Лаури написал две версии этого полотна. Художник изобразил самого себя ребёнком (списав своё лицо с собственной фотографии в детстве). Мальчик сидит на колене женщины, которая является отражением «Прозерпины» Россетти и Энн с картины 1952 года. Она изображена в образе матери, почти как Мадонна, но одета в куртку и шарф, обычно связываемые с работниками-мужчинами довоенного периода (также они используются в портрете Лаури 1938 года)[10]. Больше, чем в любом другом полотне Лаури, здесь заметно, что художник скрывает необычные и наводящие на размышления фрейдистские ассоциации под кажущейся простотой. Этот образ, по мнению биографов художника, — убедительное свидетельство сложного и причудливого психологического подтекста полотен Лаури. «Мать и дитя» представляет собой единственную картину, где сам художник и его Энн присутствуют вместе на одном холсте[10].
- «Портрет Энн» (1957 год, холст, масло, 35.5 x 30.5 сантиметров, Центр Лаури, № 1960-347). По словам Лоури, эта работа была первым портретом, который он написал почти за тридцать лет[11][12].
- «Портрет Энн» (1957 год, 44.5 x 61 сантиметр), Центр Лаури, № CAL015 Как и на женских портретах Россетти Энн на картине доминирует в замкнутом живописном поле, сталкиваясь со зрителем своим тяжёлым направленным прямо ему в глаза взглядом, скрывающим мысли и чувства персонажа[13][14].
- «Энн» 1959, холст, масло, 54.1 x 43.2, Королевская академия искусств, № 03 / 825, картина приобретена в 1978 году[15].

- В конце жизни художник создал серию эротических графических работ, которые не были известны даже специалистам вплоть до его смерти. На этих картинах также изображён персонаж «Энн», но теперь подвергаемая жестоким сексуально направленным и унизительным пыткам. Когда эти работы были представлены на выставке в Культурном центре Барбикан[англ.] в 1988 году, искусствовед Ричард Дормент отмечал в «The Daily Telegraph», что эти работы «показывают сексуальное возбуждение» художника. Эта группа эротических работ (они изображают девушек, похожих на кукол, с подчёркнутыми формами груди и высокими тугими воротниками-ошейниками, врезающимися в лица, воротники выглядят словно узкие трубки, сжимающие горло своих жертв[11]), которые иногда упоминаются как «манекен-эскизы» или «изображения марионеток», хранится в Центре Лаури. Работы доступны для посетителей только по особому запросу, но некоторые выставлены в открытой для публики экспозиции Центра. Американский писатель и журналист, лауреат Букеровской премии, Говард Джейкобсон утверждал, что эти образы изменили бы общественное восприятие широко известных его работ, если бы все они стали широко известны публике[16][17].

## Лоуренс Стивен Лаури и современное искусствоведение об Энн
Лаури тщательно скрывал свой внутренний мир от окружающих. Серия портретов Энн явно выражает увлечение Лоуренса Стивена Лаури этой таинственной молодой особой. Изящные линии волос, интимный наклон её лица на портрете, по мнению британского искусствоведа Джулиана Спалдинга, показывают его глубокую привязанность к ней. Металлический оттенок её волос, глаза и поджатые губы выражают, по мнению Спалдинга, именно тот образ идеальной девушки, к которому он стремился в своём искусстве и в собственной жизни.
Лаури в конце жизни приобретал в свою коллекцию живописи стилизованные женские портреты Россетти. «Мне совсем не нравятся его женщины, — говорил Лаури, — но они меня завораживают, как змея». Он также говорил о них: «Женщины Россетти — не настоящие женщины. Это сны». Несколько навязчивый формализм портретов Энн достаточно далёк от стиля его индустриальных пейзажей и близок в некотором отношении к женским портретам Россетти. Его портреты Энн производят на некоторых художественных критиков впечатление древних египетских богов. Они далеки от реальной повседневности, лишены человеческих чувств.

### Гипотезы исследователей о личности Энн
Рассказы Лаури о таинственной Энн своим друзьям противоречат друг другу. Лаури утверждал, что якобы он хорошо знал «Энн», упоминал, что она умерла, когда ещё была молода. Супруга известного британского краеведа Г. У. Тимперли и соавтор многих его книг Эдит Тимперли, хорошо знавшая художника, приводила некоторые подробности этой версии биографу Лаури Шелли Роде, рассказывая, что фактором, способствовавшим его душевной тоске, была смерть одной из его знакомых девушек, которая якобы простудилась на похоронах матери и вскоре умерла. Иногда Лаури описывал модель как девушку из Лидса в возрасте 25 лет (на момент знакомства с ней) и «дочь неких людей, с которыми он был хорошо знаком». По другим рассказам Лаури, она была его крестницей, а звали её Энн Хильдер (или Хелдер). Ещё по одной версии художника, Энн была балериной, которая приехала к нему «из ниоткуда» в дорогом лимузине. Некоторые исследователи полагают, что в образе Энн в сознании художника отразилась героиня балета «Коппелия» Лео Делиба, который, как предполагают, Лаури впервые увидел во время Второй мировой войны. Лаури был увлечён балетом, регулярно посещал выступления Королевского балета в Ковент-Гардене и в родном Манчестере. Кэрол Энн Лаури связывает поздние изображения девушек-марионеток именно с увлечением Лаури этим балетом, действующим лицом которого является механическая кукла в натуральную величину. «Он очень любил этот балет и неоднократно брал меня на него… Я часто задавалась вопросом, почему он брал меня столько раз и думаю, что это потому, что он хотел меня контролировать, как марионетку», — объясняла она. Существует и другая версия этих изображений. В соответствии с ней, Лаури родился в викторианскую эпоху, поэтому во время сексуальной революции 1960-х и 1970-х годов, будучи уже стариком, был потрясён тем, как сильно общество меняется вокруг него, эти изменения пробудили тёмную сторону его личности.
Эротические рисунки побудили искусствоведов сделать рентгеновские снимки других картин Лоури. Результаты оказались шокирующим. Фрагменты казавшихся прежде невинными картин Лаури были ранними версиями его поздних эротических изображений. Это касалось не только уличных сцен, но даже морских пейзажей художника (фаллические структуры, поднимающиеся из волн, оказались под действием рентгеновских лучей девушками-марионетками, хотя художник называл их своими автопортретами). Майкл Ховард предполагает, что эротические фигуры Лаури были просто «продолжением практики превращения людей и внешнего мира в игрушки и автоматы», характерной для художника в целом. Эта навязчивая идея проявлялась также в любви Лаури к гротеску. Чтобы преодолеть свой страх перед окружающим миром, Лаури нужно было овладеть им и победить его в своем искусстве. Он населял многие из своих картин калеками, проводил время после обеда, разговаривая с нищими, делая это не только из сострадания, но и для того, чтобы использовать их образы в своих произведениях.
Среди знакомых художника были совсем юные девушки и девочки-подростки, имевшие амбиции стать художницами. Он давал им уроки живописи. Некоторым из этих девочек было около 12 лет, все они были с тёмными волосами и тёмными глазами. Сотрудница Лаури по фирме Thomas Alfred & son, Chartered Accountants, где художник работал значительную часть своей жизни, Дорина Крауч (в замужестве — Дорин Сьея) была одной из многих молодых женщин и девочек, которым он покровительствовал на протяжении своей жизни. В своих воспоминаниях она писала, что такие отношения были постоянной чертой жизни Лаури. Дорин Сьея даёт понять, что Лаури был для неё идеальным джентльменом. Он был полон юмора и иронии, которые всегда были его отличительными чертами. Вместе они ходили на концерты, выставки и прогулки. «Он был мне очень дорог», — рассказывала она, — «И если бы я хотела совершить какие-то обычные вещи, например, потанцевать, то у меня были друзья моего возраста для этого». Девушки, с которыми тесно общался Лаури, имели много общего друг с другом, и все в некоторой мере являли собой отчасти фантастический, отчасти реальный образ Энн. Британский искусствовед Майкл Ховард, предполагает, что, вполне возможно, Энн была идеализированным отражением в сознании Лаури всех молодых девушек и женщин, с которыми он был знаком и к которым проявил интерес стареющий художник.

### Художник и Кэрол Энн Лаури
В 1957 году Лоуренс получил письмо от 13-летней школьницы Кэрол Энн Лаури, она (по одной из версий — по инициативе своей матери) интересовалась у уже известного в то время живописца, как стать художницей. Сначала он не ответил, но через несколько месяцев, почувствовав себя одиноким, он снова прочитал письмо, повинуясь импульсу, он приехал к ней без приглашения в Хейвуд, где жила девочка. Лаури подружился с Кэрол Энн. Кэрол Энн всегда отрицала любой сексуальный подтекст своих отношений с художником, хотя признавала, что он постоянно водил её на балет, в рестораны, они вдвоём ездили на отдых к морю в отель в Сандерленде. Кэрол Энн рассказывала, что во время поездки «каждый вечер Лаури провожал её в спальню, а затем возвращался в гостиную. Однажды вечером, когда она закрывала дверь в спальню, он спросил: „Ты ещё мне доверяешь?“. Она ответила: „Почти“». Кэрол Энн рассказывала: «Его интересовало всё, что я делала. Ему нравилось наблюдать за моей реакцией на вещи, он любил слушать меня и мою подругу, наблюдать за тем, как мы развиваемся. Он был королём наблюдателей».
Искусствоведы допускают, что тринадцатилетняя Кэрол Энн Лаури стала отождествляться в сознании художника с существующей в воображении художника «Энн» также, как и другие девочки отождествлялись прежде с её образом для стареющего художника. Кэрол Энн писала о Лоуренсе Стивене Лаури: «[Он] больше, чем мой отец или моя мать, или кто-либо другой. Он создал меня… по образу „Энн“». Лаури дал девочке, как говорила она сама, «не просто материальные подарки, а дары характера и образования». Она назвала его «Дядя Лаури», и признавалась, что у неё никогда не было причин думать и говорить о нём иначе, как с уважением и любовью. Именно ей Лаури завещал поместье стоимостью 298 459 фунтов стерлингов и значительное количество произведений искусства, созданных им самим и другими художниками. О садистских рисунках Лаури она узнала только после его смерти. Биограф Лаури Роде так описывала реакцию Кэрол Энн на эти образы, с которыми её познакомили. Сначала она подумала: «О нет, нет, только не дядя Лаури! Пожалуйста, дорогой Боже, только не дядя Лаури!» Её вторая её реакция была: «Это я!». Позже, в результате размышлений, она поняла, что садистские рисунки были тёмной стороной образа Энн, для которой она была, по-видимому, самой последней из серии моделей.

## Образ Энн в британской культуре
Британская художница и фотограф Шарлотта Холлингворт в 2006 году провела выставку «В поисках Энн» в галерее Чапмана Университета Солфорда. Она фотографировала девушек, похожих на «Энн» Лаури так, как они предстают на его картинах, считая, что таким образом можно понять мотивы Лаури и определить, кем в действительности была Энн. Сама фотограф увлеклась этой проблемой после знакомства с картиной Лаури 1964 года «Семья из шести человек» (1964). Картина была вдохновлена пьесой Луиджи Пиранделло «Шесть персонажей в поисках автора». Холлингворт считает, что Энн — второй персонаж справа на этой картине.
Сначала фотографа заинтересовала сама интрига — старик, имеющий «платонические отношения с группой очень молодых девушек, которые все выглядели одинаково. Каждый раз на смену одной приходила другая — более молодая». Затем она стала исследовать творчество художника и роль образа Энн в нём. Вывод, к которому она пришла: «[Энн] является составной частью его идеальной женщины, которая вечно молода, невинна и незапятнанна жизнью. Она — побег от его мрачного взгляда на мир», «Она говорит нам, что он был намного больше, чем безразличный к проблемам секса человек, который рисовал городские пейзажи. Она показывает упущенную возможность близких отношений художника с женщиной».